# Club Atlético Independiente (Fernández)
El Club Atlético Independiente es un club deportivo de la ciudad de Fernández, provincia de Santiago del Estero, Argentina. Fue fundado el 1 de agosto de 1919. Su principal actividad es el fútbol y está afiliado a la Liga Santiagueña de Fútbol. Actualmente participa en el Torneo Regional Federal Amateur, la cuarta categoría del fútbol argentino.
En el plano deportivo, además del fútbol, se incorporaron otras disciplinas, como vóley femenino y masculino, las cuales tienen destacadas participaciones en diferentes torneos. También se practica el hockey y básquet.

## Historia
El Club Atlético Independiente se creó en 1919 luego de que, un grupo de jugadores de "El Nacional” fundaran una nueva institución deportiva, que encontró su ubicación en el populoso barrio de Independiente, en una manzana que fuera donada por don Beltrán Neirot y en la cual se levantó su estadio.
El primer presidente de la institución fue don Victorino López y tuvo jugadores destacados como Juan, Enrique e Hildifonzo Véliz, Juan Salazar, Ernesto Loto, Francisco Castillo, Ignacio Gallardo; Gregorio, Fernando y Francisco Mansilla, Humberto Corbalán, Roberto y Silvino Alarcón, Manuel Toro, Alberto Coronel y el más representativo Luis Adolfo Galván, quien jugó en Talleres de Córdoba y se consagró campeón del mundo con la selección argentina en 1978.
En 1987 consiguió el ascenso a la máxima categoría de la Liga Santiagueña de Fútbol, en la cual jugó un año y el reciente campeonato 2010 de la Primera B, que le otorgó la posibilidad de volver a jugar en Primera A luego de veintitrés años.
En 2014 Independiente de Fernández consiguió el mayor de sus logros en su historia deportiva, obteniendo el ascenso al Torneo Federal B 2014, luego de consagrarse campeón en la final disputada en la provincia de Salta.
En 2015 consiguió el primer campeonato de la Liga Santiagueña, obteniendo el título de campeón de la Recopa Santiago.
En 2016 se consagró campeón del Torneo Anual en el estadio Luis Adolfo Galván ganando 2 a 1 frente a Villa Unión.
En 2022 ganó el Torneo Anual venciendo la definición por penales a Vélez de San Ramón por 3-2.
En 2023 Independiente de Fernández se consagró campeón de la Copa Santiago, venciendo por 3 a 2 a Defensores de Forres, terminando clasificando al Torneo Regional Federal Amateur 2023-24.

## Rivalidades
Su rival histórico es el Club Sportivo Fernández, también de la misma ciudad y con quien disputa el Clásico Fernandense.

## Datos del club
Total de temporadas en AFA: 9
- Temporadas en primera división: 0
- Temporadas en segunda división: 0
- Temporadas en tercera división: 0
- Temporadas en cuarta división: 5
  - Torneo Federal B: 1 (2014)
  - Torneo Regional Federal Amateur: 4 (2019, 2021-22, 2022-23, 2023-24)
- Temporadas en quinta división: 4
  - Torneo Federal C: 2 (2017, 2018)
  - Torneo Argentino C: 2 (2013, 2014)
- Participaciones en Copas nacionales: 1
  - Copa Argentina: 1 (2014-15)